# 光脚双盖蕨
光脚双盖蕨（学名：Diplazium doederleinii）也称光脚短肠蕨，为蹄盖蕨科双盖蕨属下的一个植物种。